# Čelovek v štatskom
Čelovek v štatskom (Человек в штатском) è un film del 1973 diretto da Vasilij Nikolaevič Žuravlёv.

## Trama
Lo scout Sergei arriva a Berlino per stabilire contatti con il personale dello Stato Maggiore e del Ministero degli Esteri tedesco sotto il nome del barone ungherese Perenyi de Kiralgase. Trova quelli che, non accettando le idee del nascente fascismo, cercano collegamenti con l'URSS. Conoscendo la Gestapo Doris Scherer, che sogna di sposare un aristocratico ungherese, Sergei manda a casa le prime informazioni sugli ordini militari.